# Landschaftsschutzgebiet Winterberg

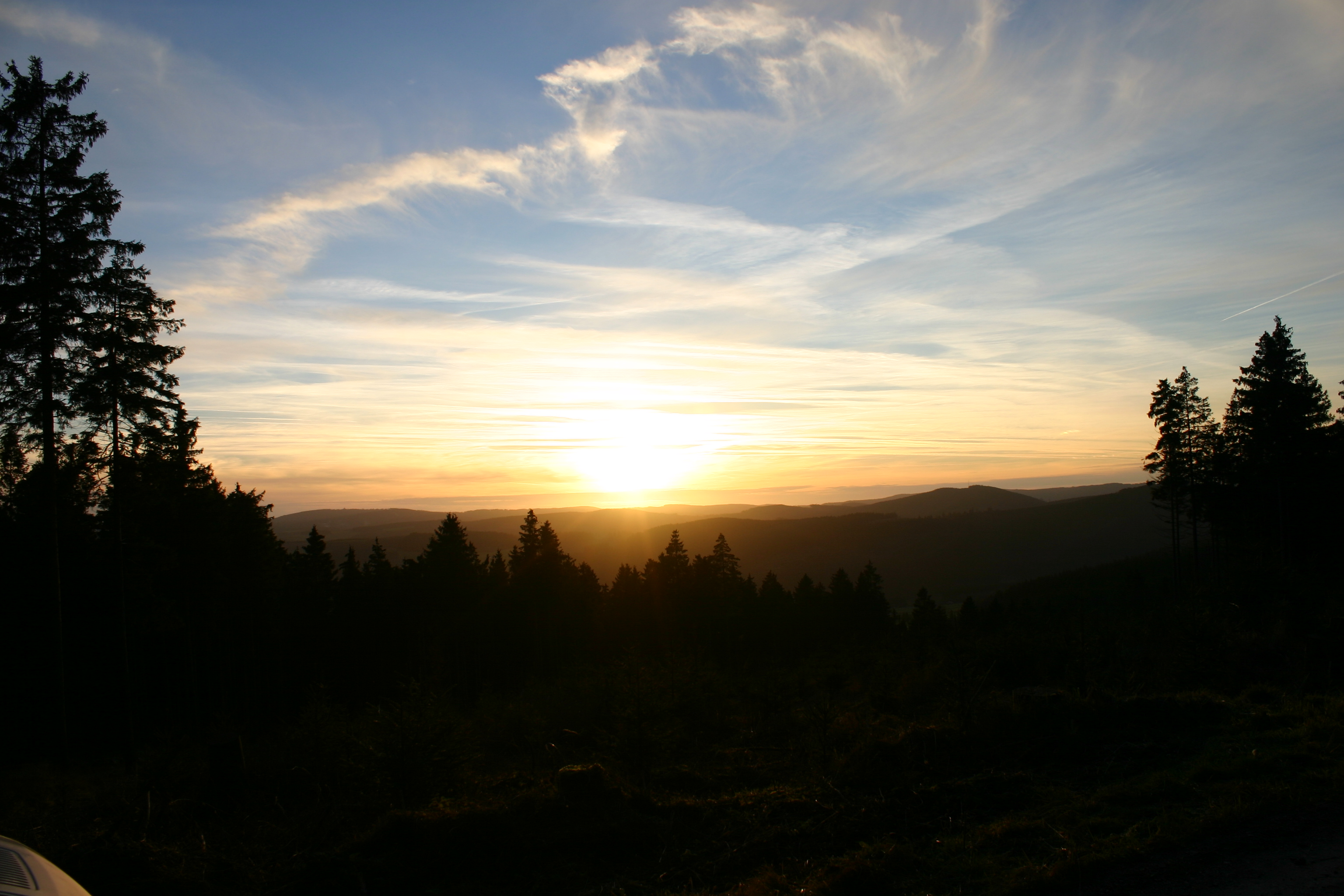
Landschaftsschutzgebiet Winterberg abends

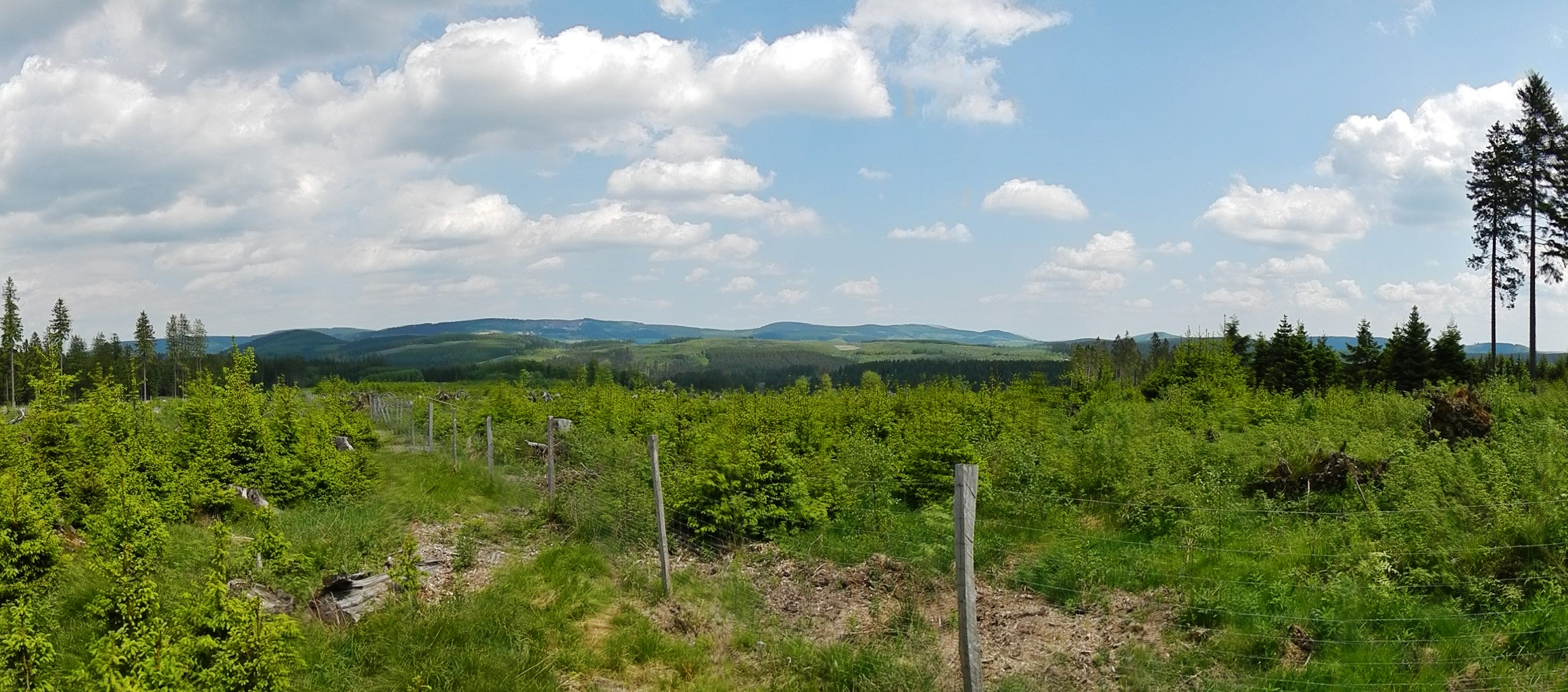
Landschaftsschutzgebiet Winterberg

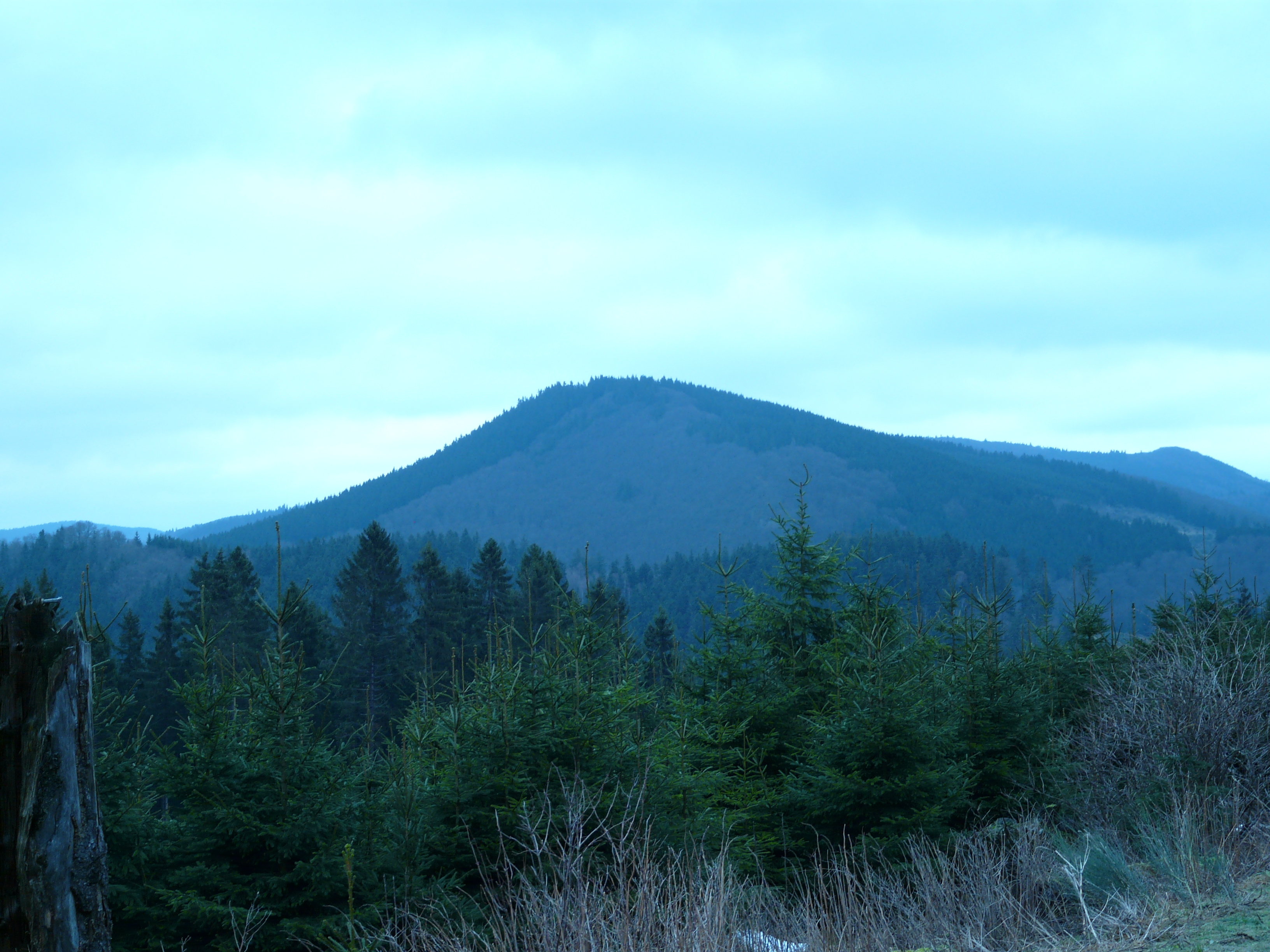
Blick auf Berg Alte Grimme im LSG Winterberg

Das Landschaftsschutzgebiet Winterberg mit 8.786 Hektar Größe liegt im Stadtgebiet Winterberg. Es wurde 2008 mit dem Landschaftsplan Winterberg durch den Hochsauerlandkreis als Landschaftsschutzgebiet (LSG) ausgewiesen. Das Landschaftsschutzgebiet wurde als LSG vom Typ A, Allgemeiner Landschaftsschutz ausgewiesen.

## Beschreibung
Das LSG umfasst großflächig alle Flächen in Winterberg, welche außerhalb vom Bebauungsbereich und anderen Schutzgebieten mit strengeren Auflagen liegen. Im LSG liegen hauptsächlich Waldbereiche, ferner großflächige Weihnachtsbaum-, Schmuckreisig- und Baumschul-Kulturen und kleinere Bereiche mit Offenland. Im Offenland liegt fast nur intensiv genutztes Grünland und wenige Ackerflächen. Die Wälder haben meist eine Fichtenbestockung.

## Schutzzweck
Die Ausweisung erfolgte zur Sicherung und Erhaltung der natürlichen Erholungseignung und der Leistungsfähigkeit des Naturhaushaltes gegenüber den vielfältigen zivilisatorischen Ansprüchen an Natur und Landschaft.

## Rechtliche Vorschriften
Im Landschaftsschutzgebiet Winterberg ist unter anderem das Errichten von Bauten verboten. Vom Verbot ausgenommen sind Bauvorhaben für Gartenbaubetriebe, Land- und Forstwirtschaft. Erstaufforstungen und auch die Neuanlage von Weihnachtsbaumkulturen, Schmuckreisig- und Baumschulkulturen unterliegen einer behördlichen Genehmigung der Unteren Naturschutzbehörde.